# Verbindungsknoten
Verbindungsknoten ist die Bezeichnung für eine Gruppe von Knoten, die zur Verbindung von Leinen, Schnüren (Fischerei) oder Seilen (Logistik, Klettern) beziehungsweise ihren Enden dient.
Bei der Auswahl eines geeigneten Knotens ist zu berücksichtigen:
- die Art der Beanspruchung
- die Stärke, Steifigkeit, Oberflächenreibung und Art des Tauwerks (Monofile oder geflochtene Schnüre)
- ob gleichartige Seile oder Tauwerk unterschiedlicher Stärke oder unterschiedlicher Art miteinander verbunden werden.

Der bekannteste Knoten zur Verbindung gleichartiger Seile im Haushalt ist der Kreuzknoten.